# Йорданов-1
Йорданов-1 — первый в истории болгарский самолёт, созданный в 1915 году Йордановым Асеном Христовым.

## История
В ходе боевых действий Балканской войны трофеями болгарских войск стали два новых моноплана «Harlan». С одного из них были сняты двигатель «Argus», радиатор, винт «Гаруда» и колёса. Все остальные составляющие нового самолёта были изготовлены Асеном совместно с Григорием Найдёновым.
10 августа 1915 года самолёт совершил первый полёт под управлением болгарского боевого пилота — капитана Радула Милкова. Через 80 метров разгона самолёт оторвался от земли и уверенно стал набирать высоту. На высоте 50 метров при выполнении разворота самолет неожиданно резко «нырнул» вниз и лишь благодаря навыкам пилота удалось избежать катастрофы. Но после этого инцидента капитан Милков поднял самолёт на 100 метров, сделал плавный круг, после чего благополучно приземлился. В этот же день было произведено натяжение узлов несущих конструкций самолёта и машина поднялась  в воздух повторно. Самолет полностью контролировался пилотом и непредвиденных обстоятельств более не возникло.
Позже военная комиссия составила протокол и признала изобретение Асена Йорданова как действующий самолёт.

## Технические характеристики
| Размах крыла, м             |         |
| верхнего                    | 14      |
| нижнего                     | 12      |
| Длина самолета, м           | 8.5     |
| Высота самолета, м          | 3.5     |
| Масса, кг                   |         |
| пустого самолета            | 580     |
| максимальная взлетная       | 780     |
| Тип двигателя               | Argus   |
| Мощность, л. с.             | 1 х 100 |
| Максимальная скорость, км/ч | 85      |
| Скороподъемность, м/мин     | 62.5    |
| Экипаж, чел                 | 2       |